# 三吉務

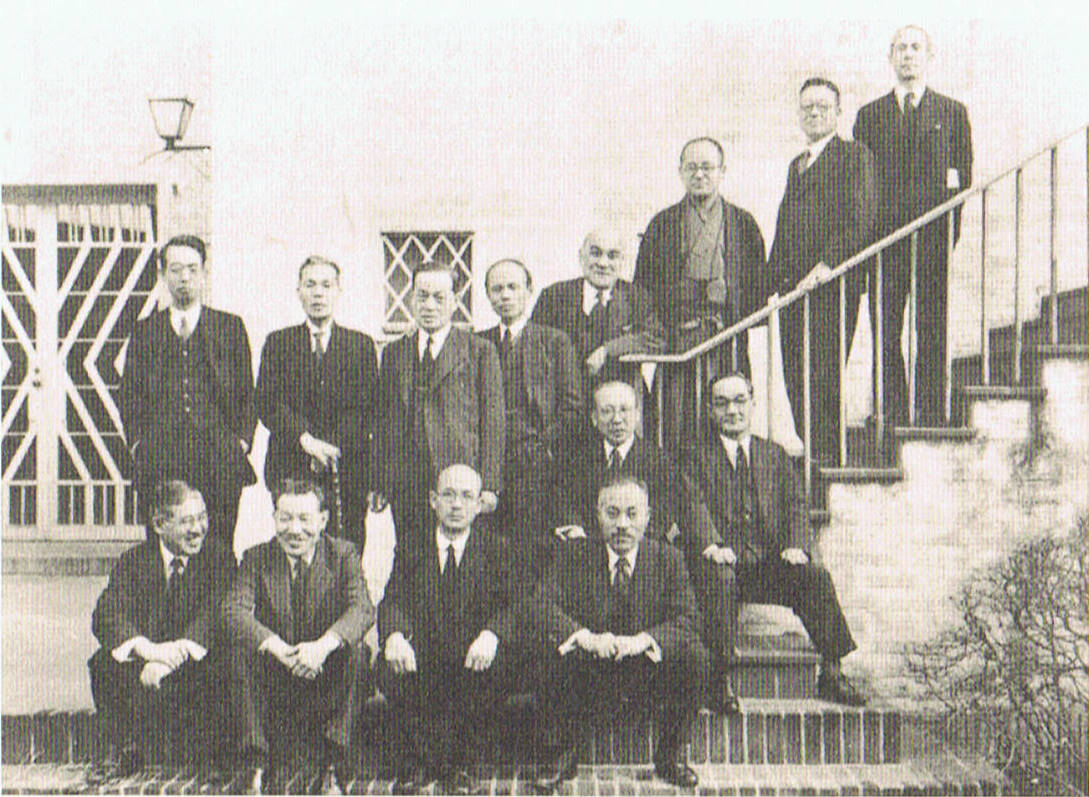
日本基督教団合同前の日本基督教会代表の準備委員 後列左より，熊野義孝，三吉務，富田満，小野村林蔵，佐波亘，浅野順一，飯島誠太，堀内友四郎、
前列左より，今村好太郎，村田四郎，金井為一郎，村岸清彦

三吉 務（みよし つとむ、1878年(明治11年)7月1日 - 1975年(昭和50年)7月31日）は、日本の牧師、富士見町教会の第4代目主任牧師である。

## 経歴
1878年高知県長岡郡新改村に生まれる。1899年大阪南教会で鈴木寿一から洗礼を受ける。1902年に明治学院神学部に入学したが、中退する。
1904年4月に日本基督教会の教師試補試験に合格し伝道師に准允される。その後、福井、高槻、大連の教会主任を務めた。1908年渡米してイリノイ州オマハ神学校とプリンストン神学校で学ぶ。
1913年2月に大連教会主任となる。1927年南廉平の後を次いで、富士見町教会牧師に就任する。1948年に辞任し、名誉牧師になる。日匹信亮らと共に満州伝道会を興したり、日本基督教団の初代東京教区議会議員を務める。